# Виноград (Болгарія)
Виногра́д (болг. Виноград) — село у Великотирновській області Болгарії. Входить до складу общини Стражиця.

## Населення
За даними перепису населення 2011 року у селі проживали 568 осіб.
Національний склад населення села:
| Національність   | Кількість осіб | Відсоток |
| ---------------- | -------------- | -------- |
| болгари          | 321            | 60,3%    |
| турки            | 90             | 16,9%    |
| цигани           | 7              | 1,3%     |
| інша             | 100            | 18,8%    |
| не визначились   | 14             | 2,6%     |
| Всього відповіли | 532            |          |

Розподіл населення за віком у 2011 році:
Динаміка населення: